# Международный литературный фестиваль «Петербургские мосты»
Международный литературный фестиваль «Петербургские мосты» — ежегодный творческий форум, цель которого — популяризировать современную литературу, в частности — поэзию. Фестиваль проходит в Санкт-Петербурге, начиная с 2004 года, обычно в два этапа — мае (июне) и октябре (в последние годы - в один этап). В нём принимают участие авторы из России и зарубежья, литературные сообщества, сетевые литературные ресурсы, книжные и журнальные издательства. Все мероприятия «Петербургских мостов» бесплатны и проводятся в культовых для литераторов местах (Дом творчества писателей «Комарово», Дом писателя, книжный салон «Буквоед», арт-кафе «Бродячая собака», литературная гостиная отеля «Старая Вена»). На сегодняшний день фестиваль считается одним из самых масштабных литературных мероприятий Санкт-Петербурга.

## События фестиваля
«Петербургские Мосты» включают в себя поэтические выступления авторов из различных городов России и зарубежья, презентации книг и литературных журналов, круглые столы на литературные темы, перфомансы, концерты, акции в поддержку литераторов и пр. В рамках фестиваля также традиционно проходят три конкурса:
- финал международного поэтического конкурса им. Н. С. Гумилева «Заблудившийся трамвай»
- финал литературного конкурс им. Даниила Хармса «Четвероногая ворона»,
- финал детского поэтического конкурса «Первый автограф».

### Международный поэтический конкурс им. Н. С. Гумилева «Заблудившийся трамвай»
Ключевое событие фестиваля — торжественный финал и объявление победителей Международного поэтического конкурса им. Н. С. Гумилева «Заблудившийся трамвай». Он был создан в 2004 году как демократичный конкурс, в котором могут участвовать поэты всех возрастов и направлений, как маститые, так и начинающие.

По словам организаторов, «именем Николая Гумилёва, великого романтика Серебряного века, конкурс был назван потому, что, вне зависимости от дальнейшего развития, каждый поэт неизбежно переживает в своем творчестве романтический период. То есть можно смело сказать, что в своем становлении все поэты «проходят через Гумилева».

Ежегодно на конкурс присылается до 1000 поэтических подборок. Имя победителя становится известно за сутки до награждения и объявляется во время торжественного финала, проходящего непосредственно во время фестиваля.

Лауреатами конкурса в разные годы становились поэты из Петербурга, Москвы, Саратова, Рязани, Волгограда, Калифорнии (США).

 К 10-летию международного конкурса в журнале «Мегалит» была опубликована подборка лауреатов за 2004—2012 годы.

### Конкурс юмористической и абсурдной поэзии и малой прозы им. Даниила Хармса «Четвероногая ворона»
В конкурсе участвуют авторы юмористической и абсурдной поэзии, а также малой прозы и драматургии. До 2013 года проводился в форме турнира и предполагал живое участие финалистов, лучший из которых выбирался во время выступления на финальной церемонии. С 2013 года победитель выявляется авторитетным жюри на стадии предварительного отбора и объявляется во время финала. Курирует конкурс «Четвероногая ворона» литератор, член оргкомитета фестиваля «Петербургские мосты» Владимир Шпаков.

### Конкурс «Первый автограф»
Всероссийский поэтический конкурс «Первый автограф» для детей и подростков до 16 лет. Ежегодно на конкурс присылается более 600 поэтических подборок. По итогам конкурса издается сборник стихов, который и является первым автографом для многих юных авторов. C 2017 конкурс не проводится.

## Площадки фестиваля
Мероприятия фестиваля проходят на известных площадках города, среди которых Дом Писателя, книжная сеть «Буквоед», арт-кафе «Книги и кофе», театр «Куклы», музеи А. А. Ахматовой и В. В. Набокова, Российская Национальная Библиотека, библиотека им. В. В. Маяковского и другие.
Традиционно вход на все мероприятия бесплатный. С 2014 года фестиваль проводит мероприятия также в поселке Комарово, на территории Дома творчества писателей.

## Организаторы фестиваля
Основатели фестиваля — поэты, члены Союза российских писателей: Евгений Антипов, Виктор Ганч, Галина Илюхина, Тимур Кикиликов, Дмитрий Легеза, Вадим Макаров, Ольга Хохлова. Фестиваль проводился при поддержке Комитета по печати и связи с общественностью Администрации Санкт-Петербурга, с 2019 года - при поддержке Проекта Вячеслава Заренкова "Созидающий мир".